# Krasiejów
Krasiejów [kra'ɕɛuf] (deutsch Krascheow oder Crascheow, 1936–1945 Schönhorst) ist eine kleine Ortschaft in Oberschlesien. Sie gehört zur Gemeinde Ozimek (Malapane) im Powiat Opolski in der polnischen Woiwodschaft Opole.

## Geographie

### Lage
Krasiejów liegt im nordöstlichen Zipfel (Równina Opolska, Oppelner Ebene) der Nizina Śląska (Schlesische Tiefebene) am linken Ufer der Mała Panew (Malapane). Der Ort liegt etwa drei Kilometer östlich des Gemeindesitzes Ozimek (Malapane) und 23 Kilometer östlich der Kreisstadt und Woiwodschaftshauptstadt Opole (Oppeln).
Krasiejów liegt an der Bahnstrecke Zawadzkie–Opole. Durch den Ort verläuft die Woiwodschaftsstraße Droga wojewódzka 463.

### Nachbarorte
Nachbarorte von Krasiejów sind im Westen der Gemeindesitz Ozimek, im Osten Staniszcze Małe (Klein Stanisch) und Kolonowskie (Colonnowska), im Südosten Spórok (Carmerau) und im Südwesten Krzyżowa Dolina (Kreuzthal).

### Geologie
Krasiejów befindet sich rund 70 Kilometer nordwestlich des Nordwestrandes des Grundgebirgsaufbruches der Sudeten, relativ zentral im mesozoischen Tafelland Oberschlesiens im Ausbiss obertriassischer Sedimentgesteine. Die entsprechende Schichtenfolge wird in Mitteleuropa allgemein als Keuper bezeichnet und besteht überwiegend aus terrestrisch bis randmarin abgelagerten, meist sehr feinkörnigen Siliziklastika (für weitere Einzelheiten siehe unten).

## Geschichte

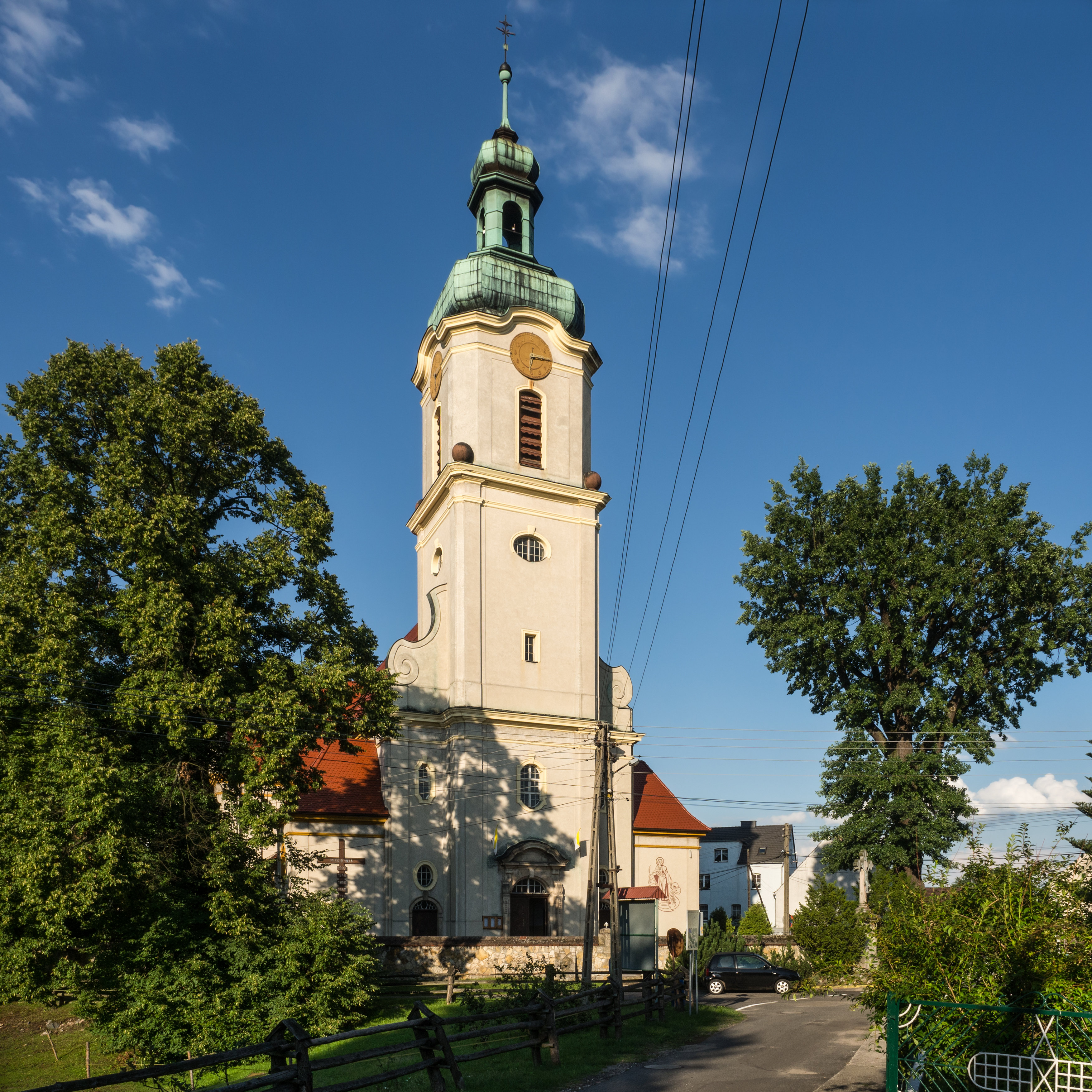
Margareta-von-Antiochia-Kirche in Krasiejów, erbaut von 1911 bis 1913 in neobarockem Stil.

Der Ort wurde 1292 erstmals urkundlich als Crasseow erwähnt. 1458 wird der Ort als Crasyeyow und 1532 als Krasizegow erwähnt.
1742 fiel Krascheow mit dem Großteil Schlesiens an Preußen. Um 1770 soll in Krascheow Raseneisenerz abgebaut und zu Eisen verhüttet worden sein, die Erzvorkommen seien jedoch nach wenigen Jahrzehnten erschöpft gewesen.
Nach der Neuorganisation der Provinz Schlesien gehörte die Landgemeinde Krascheow ab 1816 zum Landkreis Oppeln im Regierungsbezirk Oppeln. 1845 gab es im Dorf eine katholische Kirche, eine katholische Schule, eine königliche Unter- und Oberförsterei, eine seit 1821 bestehende Gewehrfabrik und 114 weitere Häuser. Im gleichen Jahr lebten in Krascheow 900 Menschen, davon 52 evangelisch und fünf jüdisch. Noch im Jahre 1860 soll eine Eisenhütte und nach wie vor die Gewehrfabrik im Ort bestanden haben. Außerdem wird für diese Zeit die Einwohnerzahl mit 1.083 angegeben. 1874 wurde der Amtsbezirk Krascheow gegründet, welcher aus den Landgemeinden Antonia, Carmerau, Creutzthal, Hüttendorf, Krascheow und Schodnia und dem Gutsbezirk Krascheow, Oberförsterei und dem Hüttenwerk Malapane bestand. Verwaltet wurde der Amtsbezirk zunächst vom Hüttendirektor Schnackenberg in Malapane. 1896 wurde das heutige Klostergebäude erbaut.
1910 wurde der Grundstein für die neue neobarocke Kirche gelegt, die von 1911 bis 1913 gebaut wurde. Infolge eines Brandes wurde am 31. März 1913 ein Großteil des Dorfes zerstört. Im gleichen Jahr erhielt das Dorf zwei neue Brücken über die Malapane. Bei der Volksabstimmung in Oberschlesien am 20. März 1921 stimmten 452 Wahlberechtigte für einen Verbleib im Deutschen Reich und 433 für einen Beitritt zur Rzeczpospolita. 1933 lebten im Ort 1.675 Einwohner. Am 10. August 1936 wurde Krascheow in Schönhorst umbenannt. 1939 hatte der Ort 1.864 Einwohner. Bis 1945 blieb Schönhorst im Landkreis Oppeln.
1945 kam der Ort unter polnische Verwaltung, wurde in Krasiejów umbenannt und der Woiwodschaft Schlesien angeschlossen. 1950 kam der Ort zur Woiwodschaft Oppeln. Nachdem bereits von 1910 bis 1967 rote mergelige Keupertone (siehe Geologie und Fossillagerstätte) für die Herstellung von Ziegelsteinen abgebaut worden waren, wurde 1974 eine große Tongrube in Krasiejów aufgefahren, in der Ton als Rohstoff für die 2004 geschlossene Zementfabrik in Strzelce Opolskie gewonnen wurde. 1997 war auch Krasiejów vom Hochwasser im Einzugsgebiet der Oder (vgl. Oderhochwasser 1997) betroffen, das einen hohen Sachschaden verursachte. 1999 kam der Ort zum wiedergegründeten Powiat Opolski. 2010 wurde der JuraPark Krasiejów eröffnet.

## Fossillagerstätte und Dinopark

### Fossillagerstätte

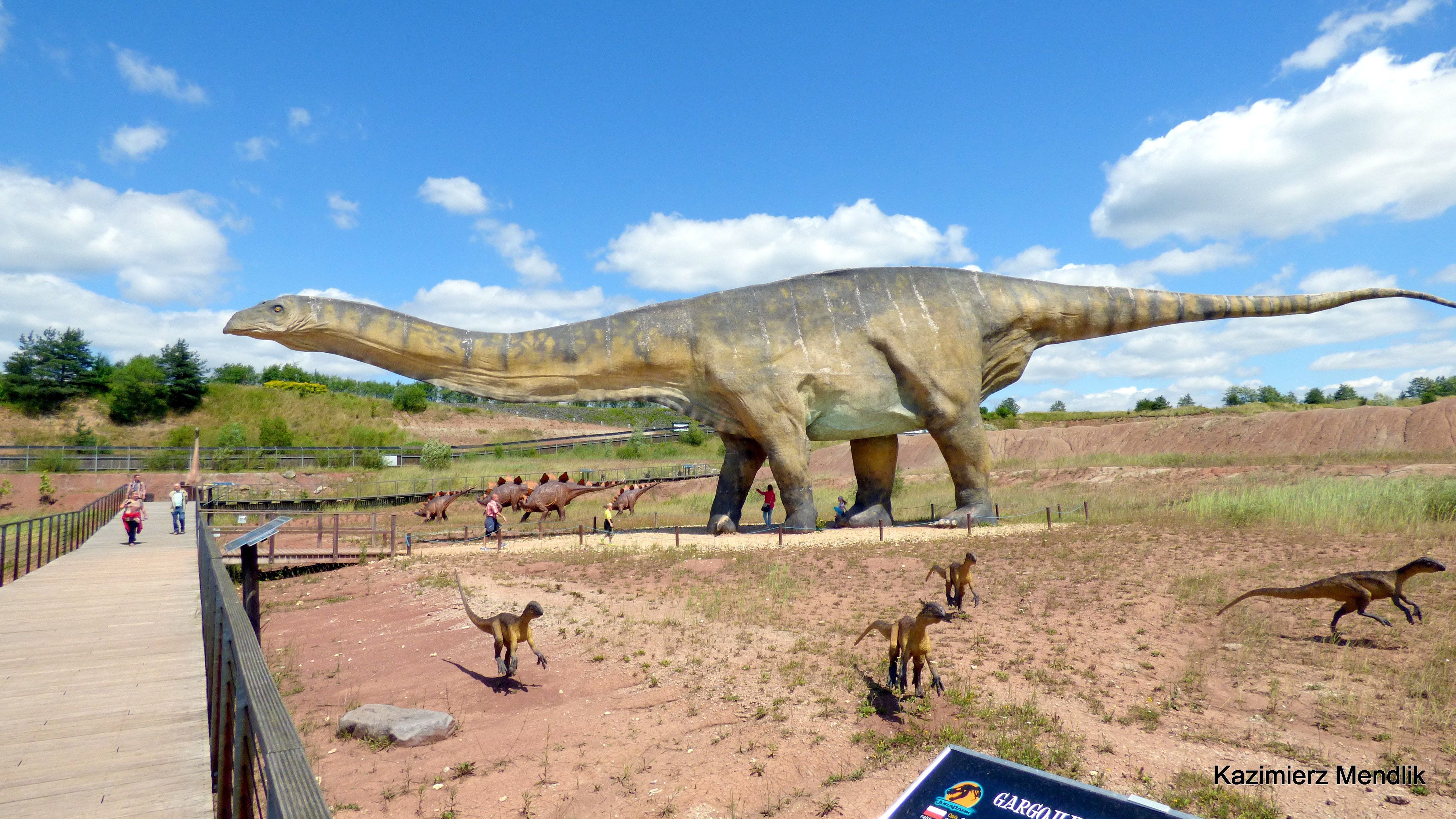
Lebendrekonstruktion des gigantischen Sauropoden Amphicoelias im JuraPark Krasiejów mit kleinen Coeluriden im Vordergrund und Stegosauriern im Hintergrund

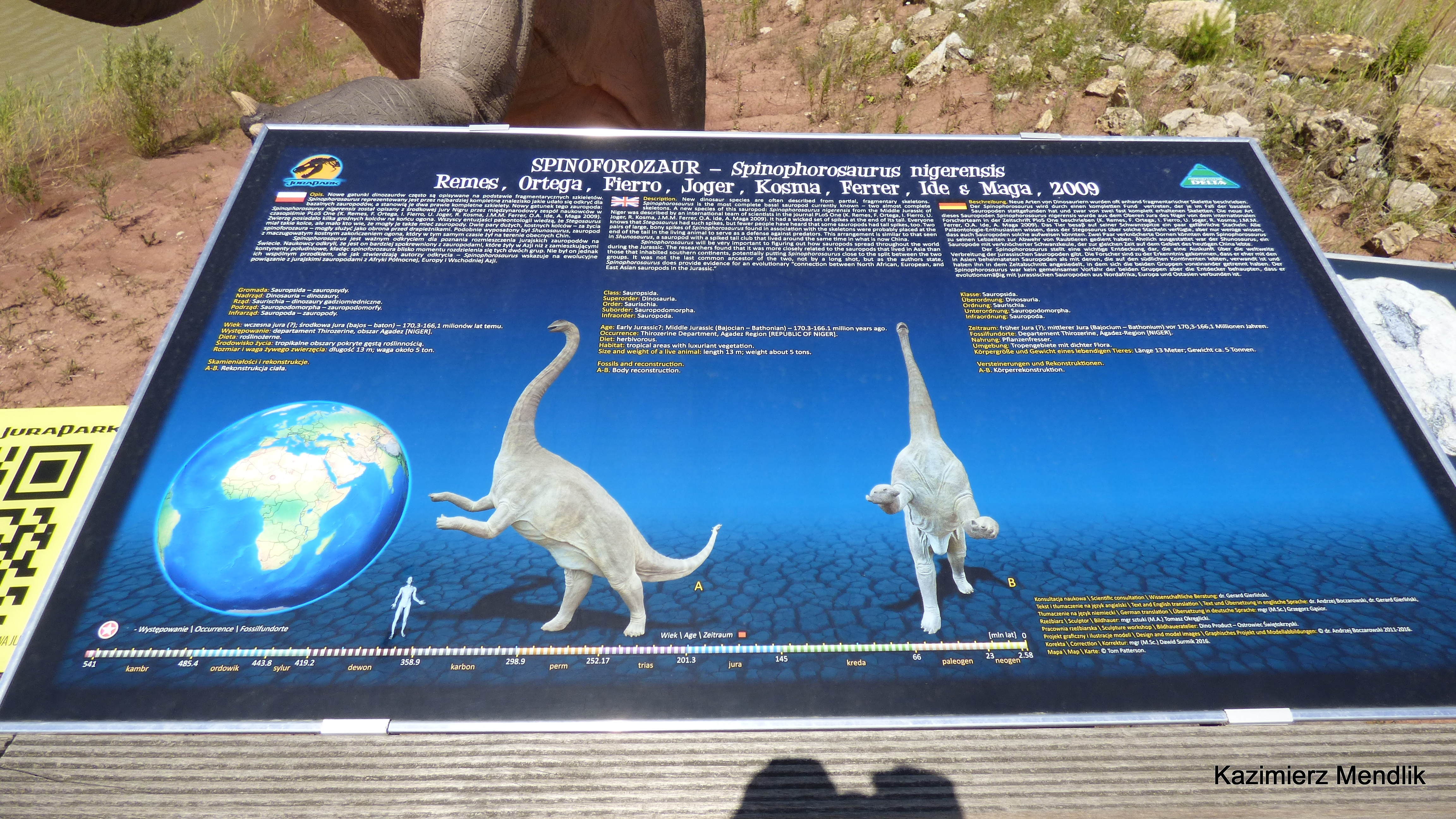
Dreisprachige Informationstafel (Polnisch, Englisch, Deutsch) in der Freiluftausstellung des JuraParks

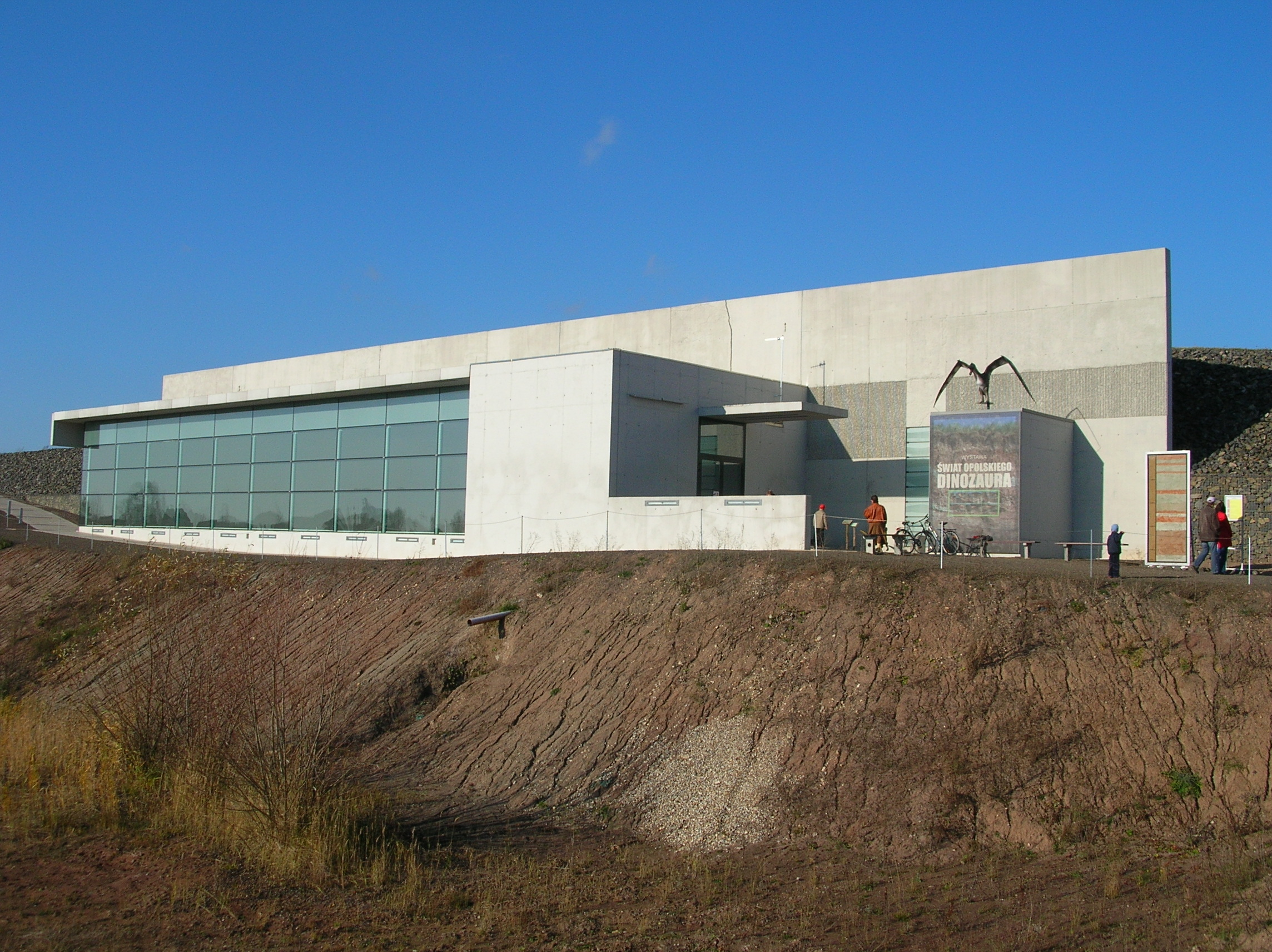
Paläontologischer Pavillon im Jahr 2008. In der Böschung im Vordergrund stehen die roten Keupertone an. Aufgrund deren geringer Erosionsresistenz weist der Hang charakteristische Erosionsrillen (Spülrinnen) auf.

Im Untergrund des Raums Krasiejów stehen rötliche, kalkhaltige (mergelige), schwach verfestigte und daher besonders erosionsanfällige siltige Tonsteine an, die spätestens seit dem frühen 20. Jahrhundert zu verschiedenen Zwecken abgebaut wurden, seit 1974 in einem großen Tagebau (siehe Geschichte). Diese Tonsteine werden, mit einer gewissen Unsicherheit, mit den Lehrberg-Bänken (Weser-Formation oder Oberer Gipskeuper) Deutschlands korreliert, die ins jüngste Karnium gestellt werden. Alternativ wurde eine Korrelation mit der etwas jüngeren Arnstadt-Formation (Steinmergelkeuper, Norium) vorgeschlagen. Die roten Tonsteine von Krasiejów sind demnach zwischen 230 und 210 Millionen Jahre alt. Sie enthalten, konzentriert in zwei Horizonten, eine typische Landwirbeltierfauna der älteren Obertrias, die vor allem aus großen Temnospondylen sowie aus großen basalen Crurotarsiern besteht. Näher bestimmbare Temnospondylen sind der häufig vertretene Metoposauroide Metoposaurus und der weniger häufige Capitosaurier Cyclotosaurus. Näher bestimmbare Crurotarsierreste stammen vor allem von dem Phytosaurier Paleorhinus, in geringerem Umfang von dem Aetosaurier Stagonolepis und auch von dem „Rauisuchier“ Polonosuchus. Weitere Reste von Amnioten stammen von Sphenodontiern (frühen Verwandten der heutigen Brückenechsen), vom dinosaurierähnlichen Reptil Silesaurus (siehe unten) und von einem eigenartigen Reptil mit relativ langem Hals, einem vom bauchseitigen (ventralen) Teil des Schultergürtels gebildeten „Brustschild“ und langen, dünnen Extremitätenknochen, das unter dem Namen Ozimek volans beschrieben und als enger Verwandter von Sharovipteryx eingestuft wurde.
Die „Matrix“ des unteren, mächtigeren (bis 1,5 m) und lateral weiter aushaltenden der beiden fossilreichen Horizonte besteht zu 45 % aus Tonmineralen, zu 40 % aus Quarzpartikeln und zu 10 % aus Calcitpartikeln. Die Feinkörnigkeit der „Matrix“, die Dominanz von aquatischen Vertretern in der Landwirbeltierfauna und überdies die Anwesenheit von fossilen Resten von Fischen („Ganoiden“ und Lungenfische), Muscheln, Conchostraken und von Characeen-Oogonien im Tonstein deuten bei dieser Schicht auf ein limnisch-deltaisches Ablagerungsmilieu hin, das heißt, das Sediment wurde in einem See oder im landwärtigen, von stehenden salzarmen Gewässern geprägten Teil eines Flussdeltas abgesetzt. In dieser Schicht kommen auch Pflanzenfossilien vor, von denen einzelne Schuppen von Koniferenzapfen das meiste identifizierbare Material ausmachen. Vergesellschaftet mit den Pflanzenresten sind Deckflügel (Elytren) von Käfern. Wesentlich reicher an Wirbeltierresten ist der obere, linsenartig ausgebildete Horizont (laterale Erstreckung ca. 15 m). Ebenfalls tonig, wird er als Ablagerung eines Flusses interpretiert.

### Silesaurus
Ganz besondere Funde in der großen Tongrube Krasiejów, in der erst seit 1993 paläontologische Ausgrabungen durchgeführt werden, stellen mehrere 2001 im oberen Horizont entdeckte, weitgehend vollständige Skelette einer bis dahin unbekannten Archosaurier-Spezies dar. Sie wurde 2003 vom polnischen Paläontologen Jerzy Dzik (* 1950) unter dem Namen Silesaurus opolensis beschrieben. Silesaurus wird als sehr enger Verwandter der Dinosaurier betrachtet und gilt als eine Art „Missing Link“ zwischen den ersten „echten“ Dinosauriern wie Herrerasaurus und Eoraptor und ursprünglicheren, geologisch älteren Archosauriern aus der „Stammgruppe“ der Dinosaurier wie Marasuchus und Lagosuchus. Zwar brachten nachfolgende Untersuchungen an dem Fossilmaterial den Erstbeschreiber zu dem Schluss, dass es sich bei Silesaurus opolensis tatsächlich um einen echten Dinosaurier, nämlich um einen primitiven Vertreter der Ornithischia handelt, und schon vor 2001 waren Einzelknochen und Knochenfragmente dieser Spezies gefunden und als Reste von sehr frühen, wenn nicht den frühesten echten Dinosauriern gedeutet worden, aber mehrere kladistische Analysen ergaben, dass Silesaurus wahrscheinlich doch außerhalb der Dinosaurier steht.

### Dinopark

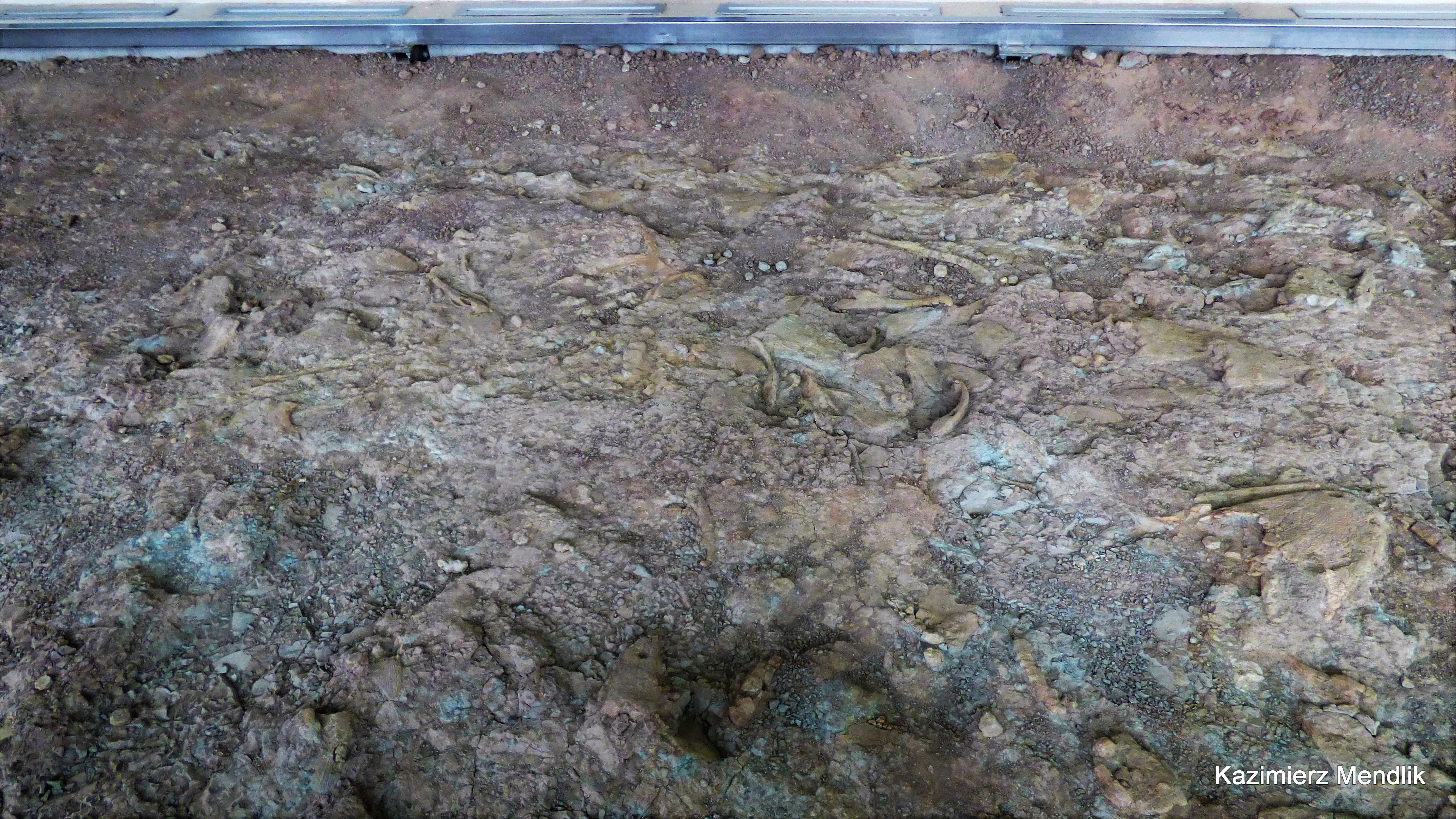
Konservierte Grabungsfläche mit zahlreichen fossilen Knochen von Temnospondylen im Paläontologischen Pavillon

Infolge der Erstbeschreibung von Silesaurus wurde 2005 das Paläontologische Museum in Krasiejów als Außenstelle der Universität Opole eröffnet. 2006 folgte die Eröffnung des Paläontologischen Pavillons des Paläontologischen Museums, der über einer der Ausgrabungsstätten im Nordosten der Tongrube (50° 39′ 57″ N, 18° 16′ 27″ O) errichtet wurde und in dem unter anderem Nachbildungen der Silesaurus-Skelette sowie Original-Fossilien von Temnospondylen in situ ausgestellt sind. Nachfolgend wurde das gesamte Gelände der Tongrube umgestaltet und schließlich am 1. Juni 2010 der JuraPark Krasiejów eröffnet. Dessen Kernstück ist eine Freilichtausstellung, in der dreidimensionale lebensgroße Ganzkörperrekonstruktionen von zahlreichen mesozoischen Landwirbeltieren gezeigt werden, insbesondere von Dinosauriern aus aller Welt, aber auch von jenen Arten, die in der Tongrube gefunden wurden (siehe oben). Daneben umfasst der Park ein „Paläo-Ozeanarium“ mit Lebendrekonstruktionen mesozoischer Meerestiere, ein 5D-Kino, einen kleinen Freizeitpark sowie verschiedene gastronomische Einrichtungen und einen großen Abenteuerspielplatz. Zudem befindet sich in unmittelbarer Nachbarschaft des eigentlichen Parks ein Neubau, der eine interaktive, futuristisch gestaltete Ausstellung zum Thema Evolution namens Park der Wissenschaft und der Evolution des Menschen (Park Nauki i Ewolucji Człowieka) beherbergt. Die Umgestaltung des Tongrubengeländes kostete rund 28 Millionen Złoty (ca. 7 Millionen Euro). Der JuraPark Krasiejów ist der jüngste von insgesamt drei JuraParks in Polen.

## Vereine
In Krasiejów gibt es eine Ortsgruppe des Deutschen Freundschaftskreises (DFK) sowie den 1957 gegründeten Fußballverein KS Krasiejów, der in der Saison 2024/25 in der Staffel I der Woiwodschaft Opole der 6. polnischen Liga (Klasa okręgowa) spielt.

## Söhne und Töchter des Ortes
- Georg Reitor (1919–2013), Offizier, Maschinenbauingenieur, Hochschullehrer sowie Fach- und Sachbuchautor

## Sonstiges
Krasiejów war 2003 Schauplatz der Folge Zu Tisch in… Schlesien (Folge 40) in der vom ZDF produzierten ARTE-Reihe Zu Tisch.